# Лосиевский, Владимир Степанович
Владимир Степанович Лосиевский (1808—1891) — землемер, метеоролог, писатель, краевед, этнограф.

## Биография
Лосиевский Владимир Степанович родился в 1808 году в Черниговской губернии. Работал землемером.
Около 50 лет жил в Уфе. Интересовался метеорогией, составлением гербариев. Писал рассказы и очерки о природе, истории, быте народов. Печатался в 40—50-е годы XIX века в газетах «Оренбургские губернские ведомости», «Уфимские губернские ведомости».
Сын Владимира Степановича, Лоссиевский,  Михаил Владимирович — краевед, этнограф. Член Русского географического общества.

## Произведения
Владимир Степанович Лосиевский — автор статей о достопримечательностях Башкортостана: «Прибельская пещера», «Шунгутское голубое озеро (Близ Сергиевских минеральных вод)», «Описание судоходной реки Белой, с обозначением возможности соединить её с рекою Уралом», «Топографическое описание реки Самары», «„Святой Колодец“ из Мензелинского уезда» (1847), «Курманаевские пещеры и их подземные озёра», «Быт и праздники Черемис Оренбургской губернии», «О причинах развития в Бирском уезде на озимях червей и о средствах к истреблению» (1848), «Лечение Чувашами детской оспы». «Заметка об атмосфере в Бугульминском, Бугурусланском, Бузулукском уездах», «Умаливающий медведя Башкирец (Анекдот местного края)» (1849), «Озеро Ак-куль», «Натуральные ключевые фонтаны», «Свадьба Черемис», «Минеральные воды Оренбургской губернии» (1850), «Слова местно употребляемые в Оренбургской губернии» (1851), «Водяные воробьи», «Орлан (животное млекопитающее)», «Свадебный обряд Черемис», «Обряд черемисских похорон» (1852).